# VGP Group

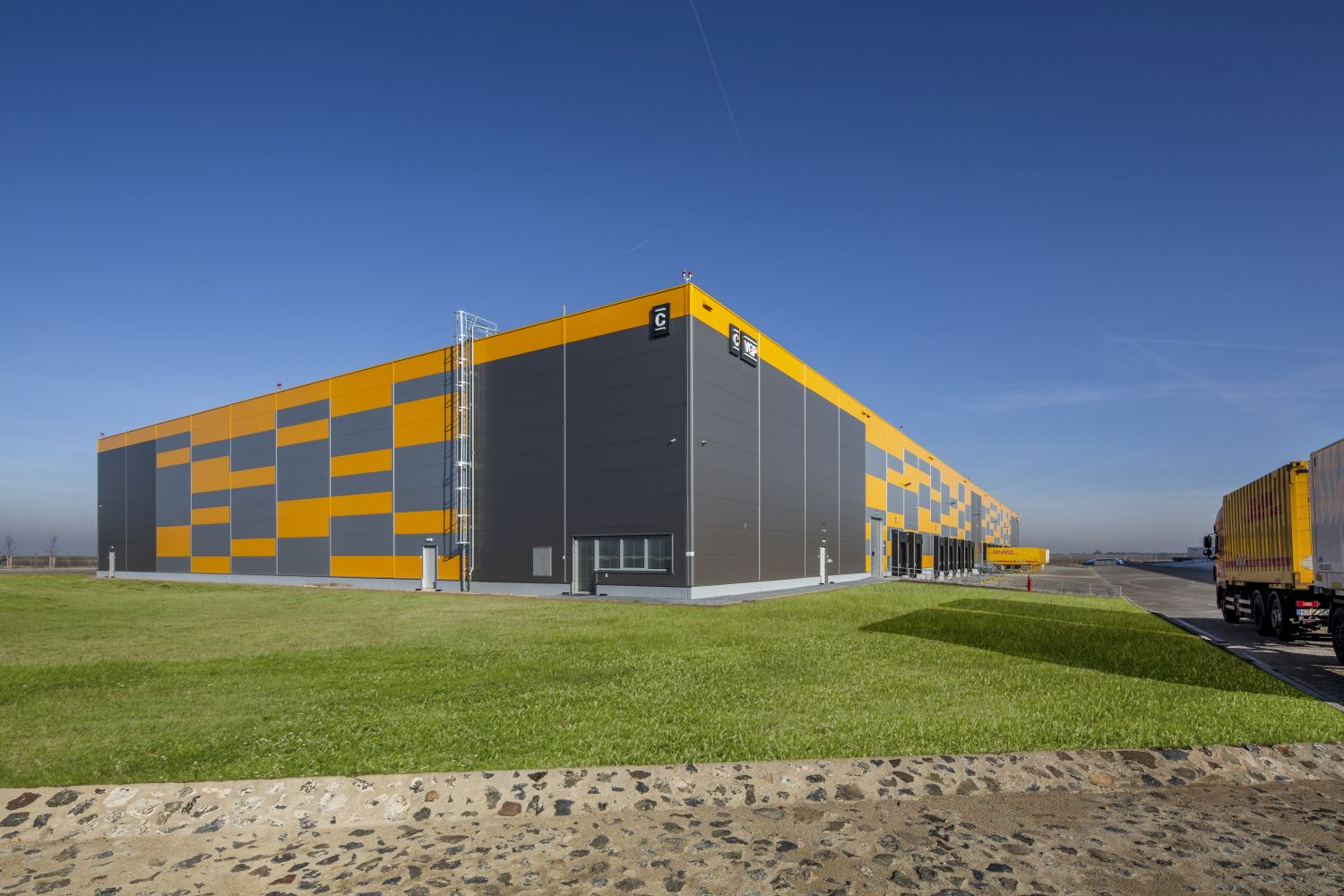
Industriepark der VGP Group

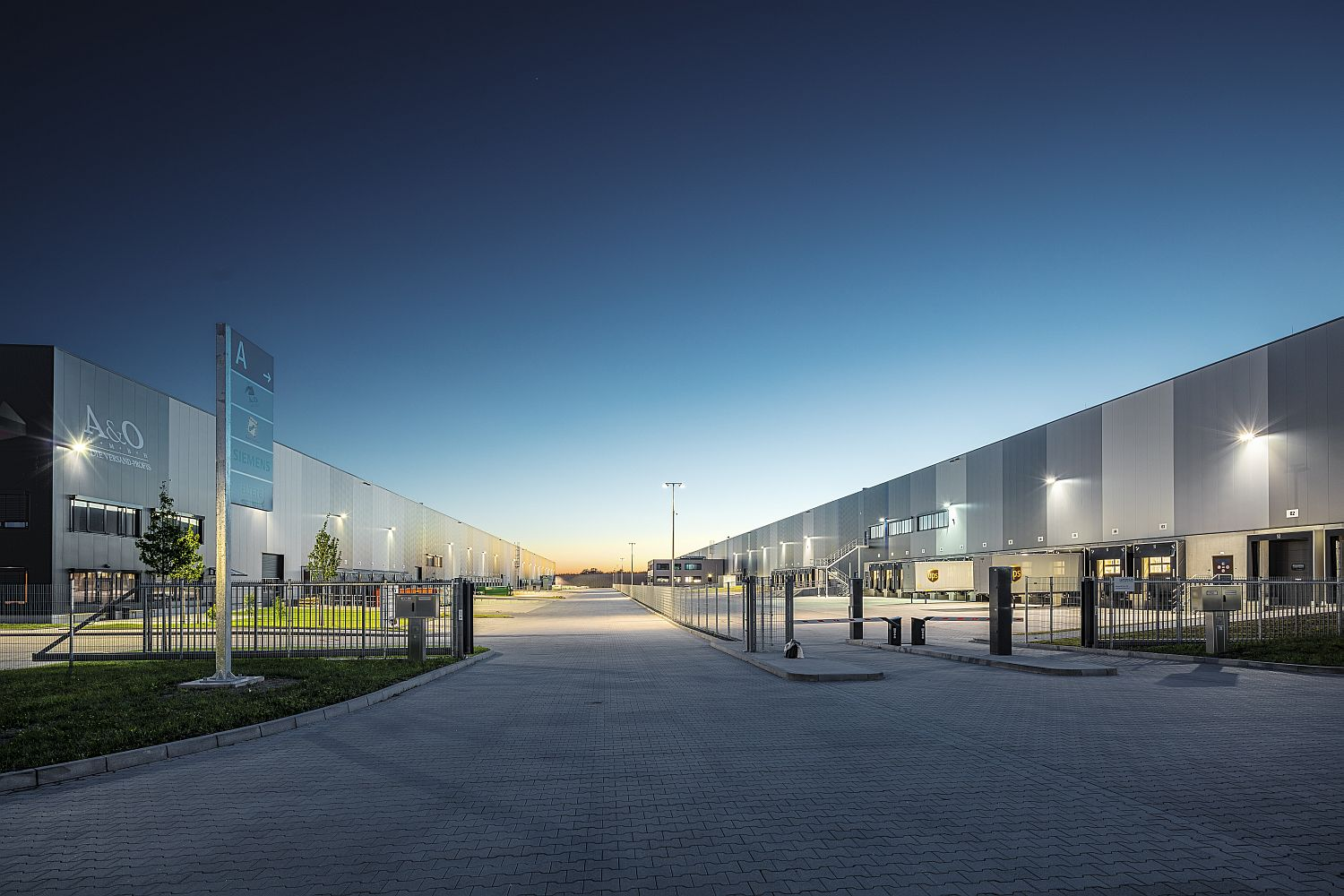
Industriepark in Rodgau

Die VGP Group ist ein Entwickler, Bauherr und Eigentümer von Logistikimmobilien und Industrieparks mit Sitz in Antwerpen, Belgien. Das Unternehmen verfügt, Stand Januar 2020, über Flächen von 7,0 Mio. m². Der Schwerpunkt des Unternehmens liegt auf der Entwicklung von Gewerbeparks. 2019 erzielte VGP einen Gewinn von 205,6 Mio. Euro.

## Geschichte
Die VGP Gruppe wurde 1998 von Jan Van Geet als Familienunternehmen in der Tschechischen Republik gegründet und hat ihr Geschäft seitdem nach Mittel-, West- und Südeuropa ausgebaut.
2007 ging die VGP Gruppe an die Börse. 2016 gründete die VGP Group mit der Allianz Real Estate das 50:50 Joint Venture VGP European Logistics, welches in Grundstücke in Deutschland, Tschechien, Ungarn und der Slowakei investiert und diese weiterentwickelt. 2019 wurde das Joint Venture VGP European Logistics 2 mit Fokus auf Österreich, Italien, die Niederlande, Portugal, Rumänien und Spanien gegründet.
Im Juli 2019 kündigte das Unternehmen an, einen neuen Gewerbepark für die BMW Group und die Krauss-Maffei Group in Parsdorf bei München zu entwickeln. Der VGP Park München wird auf einer Grundstücksfläche von 40 Hektar etwa 250.000 m² an vermietbaren Flächen bieten. Die Eröffnung des Parks ist für August 2020 geplant.

## Angebot
Die VGP Group bietet die Nutzung eigener Logistikflächen sowie die Entwicklung von Industrieparks an. Zu den Kunden von VGP gehören u. a. Amazon, Zalando, DHL, DB Schenker, Knorr-Bremse und UPS.
VGP ist an der Euronext Brüssel und an der Prager Börse notiert.